# Harada Magoshichirō
Harada Magoshichirō (japanisch 原田 孫七郎 aktiv im späten 16. Jahrhundert) war ein japanischer Händler in der Azuchi-Momoyama-Zeit.

## Leben und Wirken
Harada Magoshichirō war ein kleineres Mitglied der Familie von Harada Kiemon (原田 喜右衛門). Er war im Handel mit den Philippinen tätig, wohnte in Manila und sprach fließend Spanisch. Er war derjenige, der 1591 einen Brief von Toyotomi Hideyoshi überbrachte, in dem er Tribut für die Philippinen forderte. Obwohl Magoshichirō ein Mann von niedrigem Stand war, drohte er ihnen mit der Entsendung von Kriegsschiffen, falls man dem Angebot Hideyoshis nicht nachkäme.
Der philippinische Sekretär Gómez Pérez Dasmariñas (1519–1593), der dachte, Magoshichirō sei nur ein Händler und wolle die Sache nicht selbst in die Hand nehmen, behandelte ihn höflich und ließ 1592 einen Antwortbrief an Hideyoshi richten. Er schickte auch einen spanischen Dominikanermönch, Juan Cobo (ca. 1546–1592) und andere als seine Gesandten nach Japan.
1593 reiste Harada nach Taiwan und drängte auch dort die Verantwortlichen auf eine Tributzahlung an Japan. All seine Maßnahmen hatten jedoch keinen Erfolg. Weitere Einzelheiten über ihn sind nicht bekannt.